# Bande Rhénane Nord
Il s'agit d'un pôle d'équilibre territorial et rural (PETR) comprenant les communautés de communes suivantes :
- Communauté de communes du Pays Rhénan
- Communauté de communes de la Plaine du Rhin

## Mobilités
Le service express régional métropolitain (SERM) qu'est le REME oublie en grand partie le Nord de l'Alsace, que ce soit la Bande Rhénane Nord, ou le nord de Haguenau.

## liens externes
- Site officiel